# Plays the Music of Rodgers & Hammerstein
Tommy Flanagan Plays the Music of Rodgers & Hammerstein – album muzyczny amerykańskiego pianisty jazzowego Tommy’ego Flanagana nagrany w czasie, gdy muzyk był członkiem kwartetu Wilbura Hardena.
Album ten początkowo ukazał się pod tytułem "The King and I" i był płytą nagraną przez The Wilbur Harden Quartet. W 1958 oprócz lidera Wilbura Hardena grającego na skrzydłówce i trąbce w zespole byli: Tommy Flanagan, Geoge Duvivier i Granville T. Hogan. Podczas sesji w Van Gelder Studio, mieszczącym się w Hackensack, w Nowym Jorku nagrali melodie z musicalu spółki Rodgers-Hammerstein "The King and I", zaaranżowane przez Hardena na kwartet jazzowy. Zawierający 8 utworów LP ukazał się nakładem wytwórni Savoy w 1958 (ST 13002), a później z numerem MG 12134. AllMusic przyznaje mu dość niską notę 2,5 punktu.
W 1990 Savoy ponownie wydał te nagrania, tym razem na CD. Wydawnictwo zostało rozszerzone o niepublikowane dotychczas alternatywne wersje trzech utworów i otrzymało nowy tytuł: "Tommy Flanagan with the Wilbur Harden quartet Plays the Music of Rodgers & Hammerstein" (CD ZDS 4429). Autorem opisu na wkładce do płyty był Owen McNally. Tym razem ocena w Allmusic wyniosła 4,5 punktu. W 1991 roku Savoy Jazz ponownie wydał płytę "The King and I" (SV 0124).

## Muzycy
- Wilbur Harden – trąbka, skrzydłówka (flugelhorn)
- Tommy Flanagan – fortepian, czelesta (7)
- George Duvivier – kontrabas
- Granville T. Hogan – perkusja

## Lista utworów
| 1.  | "Getting to Know You" (Richard Rodgers, Oscar Hammerstein II)                                | 4:00  |
|     |                                                                                              |       |
| 2.  | "My Lord and Master" (Richard Rodgers, Oscar Hammerstein II)                                 | 4:10  |
|     |                                                                                              |       |
| 3.  | "Shall We Dance?" (George Gershwin, Ira Gershwin)                                            | 6:05  |
|     |                                                                                              |       |
| 4.  | "Something Wonderful" (alternatywna wersja) (Richard Rodgers, Oscar Hammerstein II)          | 2:30  |
|     |                                                                                              |       |
| 5.  | "We Kiss in a Shadow" (Richard Rodgers, Oscar Hammerstein II)                                | 5:21  |
|     |                                                                                              |       |
| 6.  | "I Have Dreamed" (Richard Rodgers, Oscar Hammerstein II)                                     | 4:41  |
|     |                                                                                              |       |
| 7.  | "I Whistle a Happy Tune" (Richard Rodgers, Oscar Hammerstein II)                             | 4:08  |
|     |                                                                                              |       |
| 8.  | "Hello, Young Lovers" (Richard Rodgers, Oscar Hammerstein II)                                | 4:05  |
|     |                                                                                              |       |
| 9.  | "Something Wonderful" (Richard Rodgers, Oscar Hammerstein II)                                | 2:37  |
|     |                                                                                              |       |
| 10. | "Getting to Know You" (alternatywna wersja, reprise) (Oscar Hammerstein II, Richard Rodgers) | 5:02  |
|     |                                                                                              |       |
| 11. | Hello, Young Lovers" (alternatywna wersja) (Richard Rodgers, Oscar Hammerstein II)           | 4:10  |
|     |                                                                                              |       |
|     |                                                                                              | 46:49 |
|     |                                                                                              |       |